# Berto Lardera
Pour les articles homonymes, voir Lardera.
 (septembre 2017).
Si vous disposez d'ouvrages ou d'articles de référence ou si vous connaissez des sites web de qualité traitant du thème abordé ici, merci de compléter l'article en donnant les références utiles à sa vérifiabilité et en les liant à la section « Notes et références ».
Berto Lardera, pseudonyme de Roberto Lardera, né le 18 décembre 1911 à La Spezia (Italie) et mort le 23 février 1989 à Paris, est un sculpteur français d'origine italienne. 

## Biographie
Berto Lardera est né à La Spezia en Italie, fils d'un ingénieur, directeur de chantier naval. Les sculptures navales monumentales et métalliques qu'il a observé sur les chantiers navals vont l'inspirer pour ses créations par la suite.
En 1942, il a sa première exposition personnelle à Milan.
En 1947, Lardera émigre à Paris où il restera jusque sa mort en 1989. Il s'expose à la galerie Denise René puis au Salon de mai et au Salon des réalités nouvelles.
En 1948, 1950 et 1952, Lardera participe à la Biennale de Venise.
Il participe ensuite aux documenta 1, documenta II et documenta III respectivement en 1955, 1959 et 1964 à Cassel en Allemagne.
De 1958 jusque 1961, il est professeur invité (Gastprofessor) à l'école d'art de Hambourg (Hochschule für bildende Künste Hamburg).
Au début, Lardera commence à faire des structures abstraites de métal basées sur deux dimensions, ou un plan géométrique, qui bousculent les formes conventionnelles de sculpture basées sur les volumes et les espaces fermés. Plus tard son travail devient plus varié, avec des constructions géométriques dans le plan vertical ou horizontal qui forment souvent des séries basées sur un thème directeur tel que ses séries Miracles, Aubes ou Archanges. 
Lardera a utilisé beaucoup de métaux différents. Il a toujours utilisé la même technique, coupant des formes avec des outils, sans jamais utiliser d'acides ni de processus chimiques.

## Œuvres
- Occasion dramatique, à Brême.
- Occasion dramatique II (1952), au musée de Grenoble, Grenoble.
- Occasion dramatique VIII (Dramatische Gelegenheit VIII) (1963), à Duisbourg.
- Entre deux mondes (Zwischen zwei Welten) (1962), à Duisbourg.
- Entre deux mondes n°4, au Mans, cour d'honneur du lycée Touchard - Washington.
- Zwischen den Welten (1959), à Hambourg, quartier Harbourg.
- Morgendämmerung Nr. 1 (1958), à Berlin, devant le 15 rue Altonär, quartier Hansaviertel.
- La Tour des Rêves (1974), à Villeneuve-d'Ascq, parc des 3 Lacs sur le Campus Pont-de-Bois de l'Université de Lille.
- Rythme héroïque VI, terrasse publique de l'immeuble de la rue du Commandant-René-Mouchotte, quartier du Montparnasse, à Paris.
- Rythme héroïque VIII (1968), Conservatoire national de région de musique et de danse, Grenoble.

Œuvres de Berto Lardera
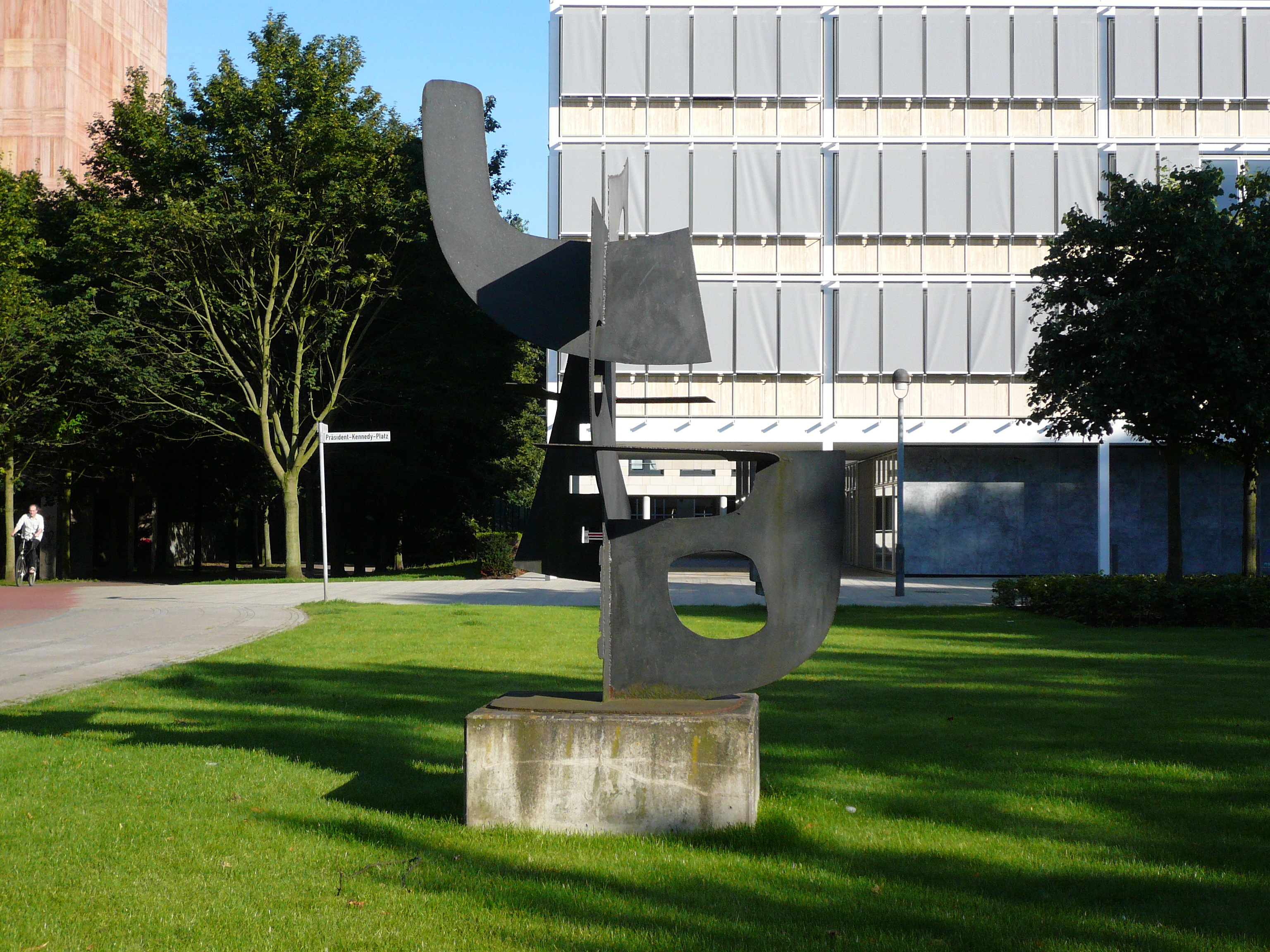
Occasion dramatique, Brême (Allemagne).
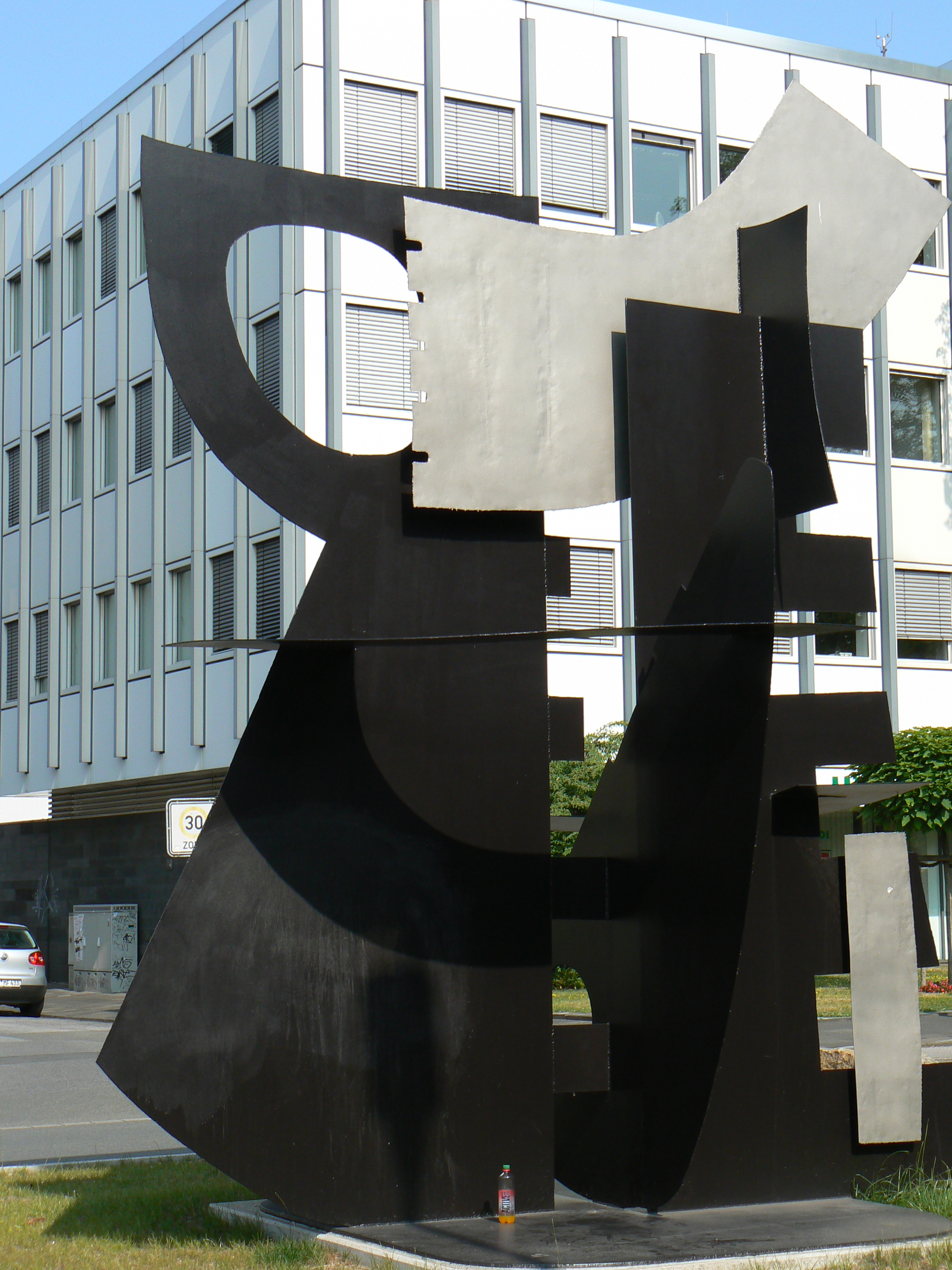
Dramatische Gelegenheit VIII (1963), Duisbourg (Allemagne).
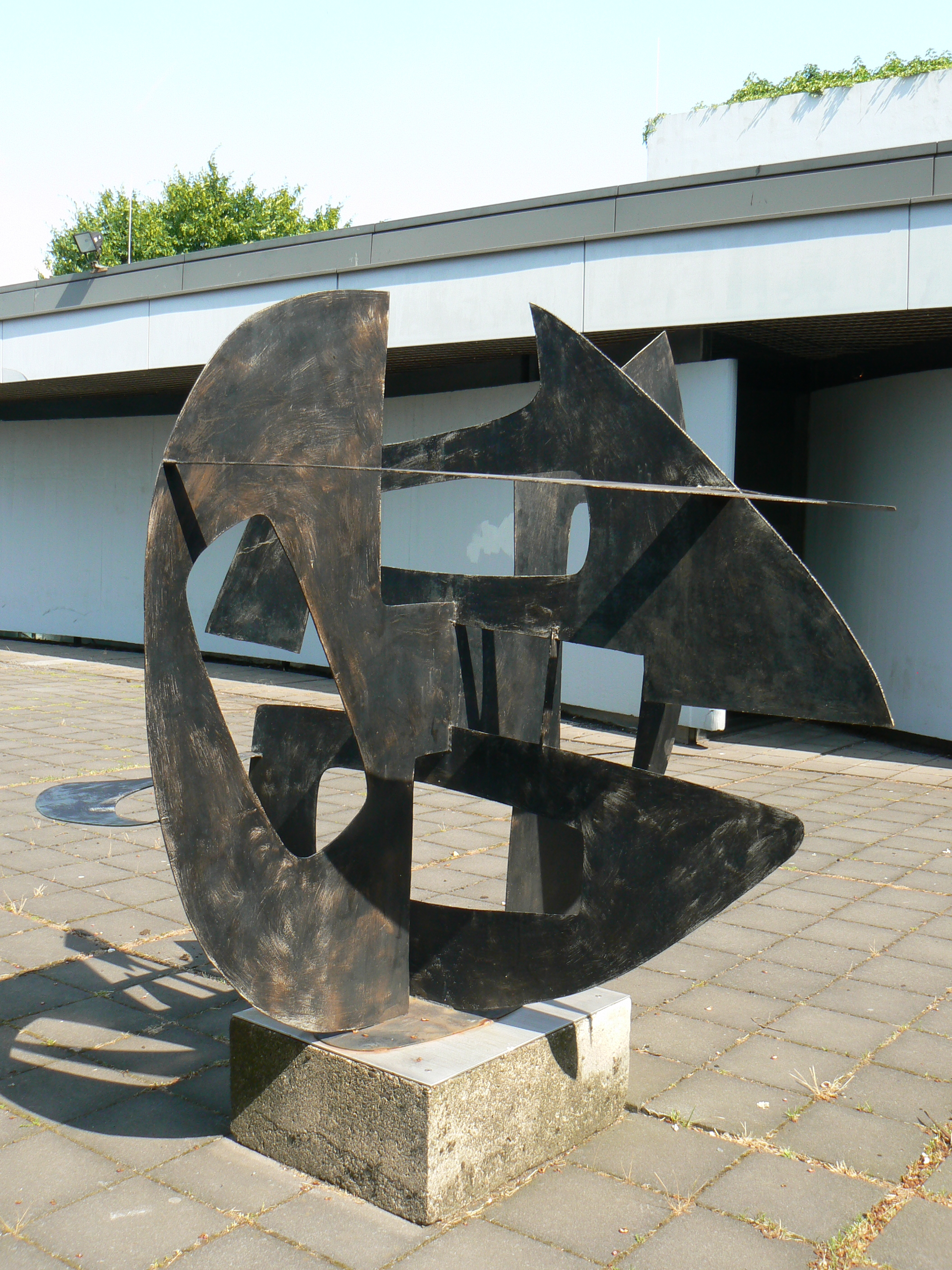
Zwischen zwei Welten (1962), Duisbourg (Allemagne).
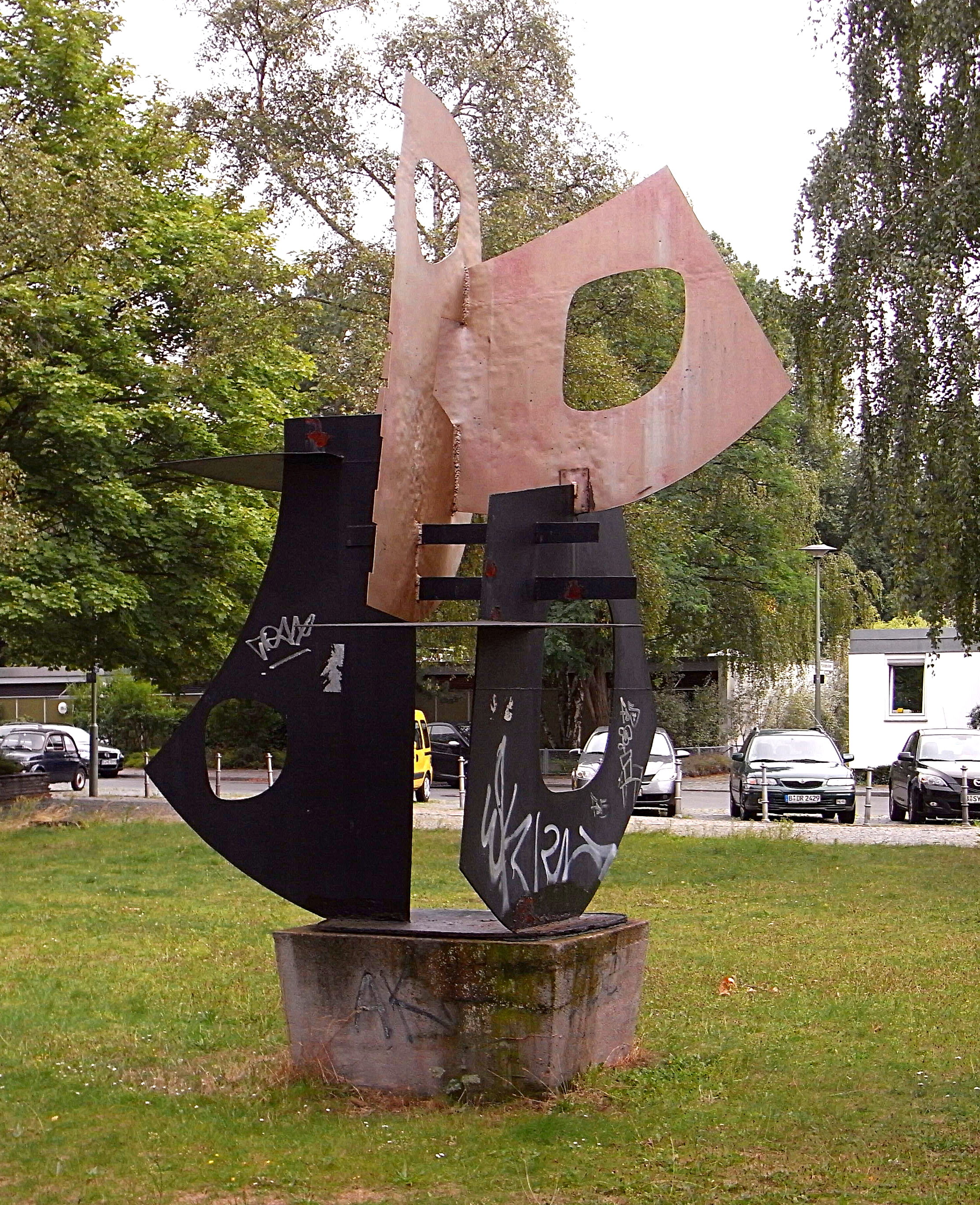
Morgendämmerung Nr. 1 (1958), Berlin (Allemagne).